# Allochernes deceuninckorum
Espèce
Allochernes deceuninckorum est une espèce de pseudoscorpions de la famille des Chernetidae.

## Distribution
Cette espèce se rencontre en Espagne et au Portugal.

## Habitat
Ce pseudoscorpion est myrmécophile, il se rencontre dans les fourmilières de Camponotus sylvaticus.

## Description
Le mâle décrit par Lissner et Zaragoza en 2017 mesure 2,25 mm et les femelles de 2,56 à 2,59 mm.

## Étymologie
Cette espèce est nommée en l'honneur des Deceuninck.

## Publication originale
- Henderickx & Vets, 2003 : A new myrmecophilous Allochernes (Arachnida: Pseudoscorpiones: Chernetidae) from Catalunya, Spain. Zootaxa, no 366, p. 1-10.